# Joshua Reynolds

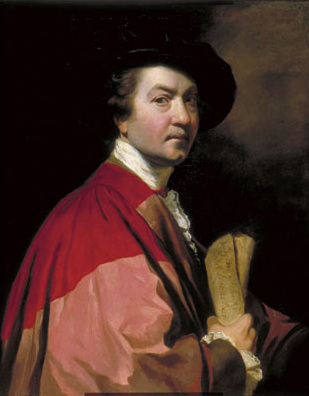
Joshua Reynolds: Selbstporträt, 1776

Sir Joshua Reynolds, PRA FRSA (* 16. Juli 1723 in Plympton bei Plymouth, Devon; † 23. Februar 1792 in London) war neben William Hogarth und Thomas Gainsborough der bekannteste und durch sein künstlerisches und kunsttheoretisches Wirken der einflussreichste englische Maler des 18. Jahrhunderts. Er wird zur English school des 18./19. Jahrhunderts gezählt. 1768 wurde er erster Präsident der neu gegründeten Royal Academy of Arts. Joshua Reynolds wurde 1769 von Georg III. zum Ritter geschlagen und war damit erst der zweite englische Künstler, dem diese Ehre zuteilwurde.

## Leben

### Frühe Jahre
Reynolds wurde als Sohn eines Geistlichen Samuel Reynolds (1681–1745) geboren und begann mit siebzehn Jahren eine Lehre bei dem Porträtmaler Thomas Hudson in London. Es waren vier Lehrjahre ausgemacht, doch schon nach zweieinhalb Jahren verließ Reynolds die Werkstatt Hudsons wieder, da er alles gelernt hatte, was Hudson ihm beibringen konnte. In den folgenden Jahren versuchte er sich in Plymouth in der Porträtmalerei.
Auf seiner Italienreise von 1750 bis 1752 vervollständigte er seine künstlerische Ausbildung. Er war begeistert von der Kunst der Antike und der Hochrenaissance, vor allem von den Werken Raffaels und Michelangelos, was ihn allerdings nicht davon abhielt, einige witzige Parodien auf ihre Werke zu malen, so etwa eine Parodie von Raffaels Schule von Athen. Aber auch die Venezianer hinterließen ihren Einfluss in Reynolds’ Werken.

### Hinwendung zum „Grand Style“ mit seinen Anleihen bei großen Meistern
Zurück in London ist der Einfluss Italiens in seinen Werken unverkennbar. Fortan widmet sich Reynolds dem „Grand Style“ und wird zum Verfechter einer Porträt- und Historienmalerei, die sich am Ideal der großen Kunst vergangener Epochen orientiert. Grand Style bezeichnet einen idealisierten ästhetischen Stil, der sich aus dem Klassizismus und der Kunst der Hochrenaissance ableitet. Im 18. Jahrhundert verwendeten britische Künstler und Kunstkenner den Begriff, um Gemälde zu beschreiben, die visuelle Metaphern enthielten, um edle Eigenschaften zu suggerieren. Es war Sir Joshua Reynolds, der den Begriff in seinen Discourses on Art verbreitete, einer Reihe von Vorträgen, die er zwischen 1769 und 1790 an der Royal Academy of Arts hielt. Darin vertrat er die Ansicht, dass Maler ihre Sujets eher durch Verallgemeinerung und Idealisierung wahrnehmen sollten als durch die genaue Nachahmung der Natur.

Ursprünglich auf die Historienmalerei angewandt, die in der Hierarchie der Gattungen als die höchste gilt, wurde der Grand Style später auch auf die Porträtmalerei angewandt, bei der die Dargestellten in Lebensgröße und in ganzer Figur in einer Umgebung abgebildet wurden, die den Adel und den elitären Status der Dargestellten zum Ausdruck brachte. Zu den gängigen Metaphern gehörten die klassische Architektur, die für Kultiviertheit und Raffinesse stand, und der pastorale Hintergrund, der einen tugendhaften Charakter von unprätentiöser Ehrlichkeit implizierte, der nicht durch den Besitz großer Reichtümer und Ländereien befleckt war.

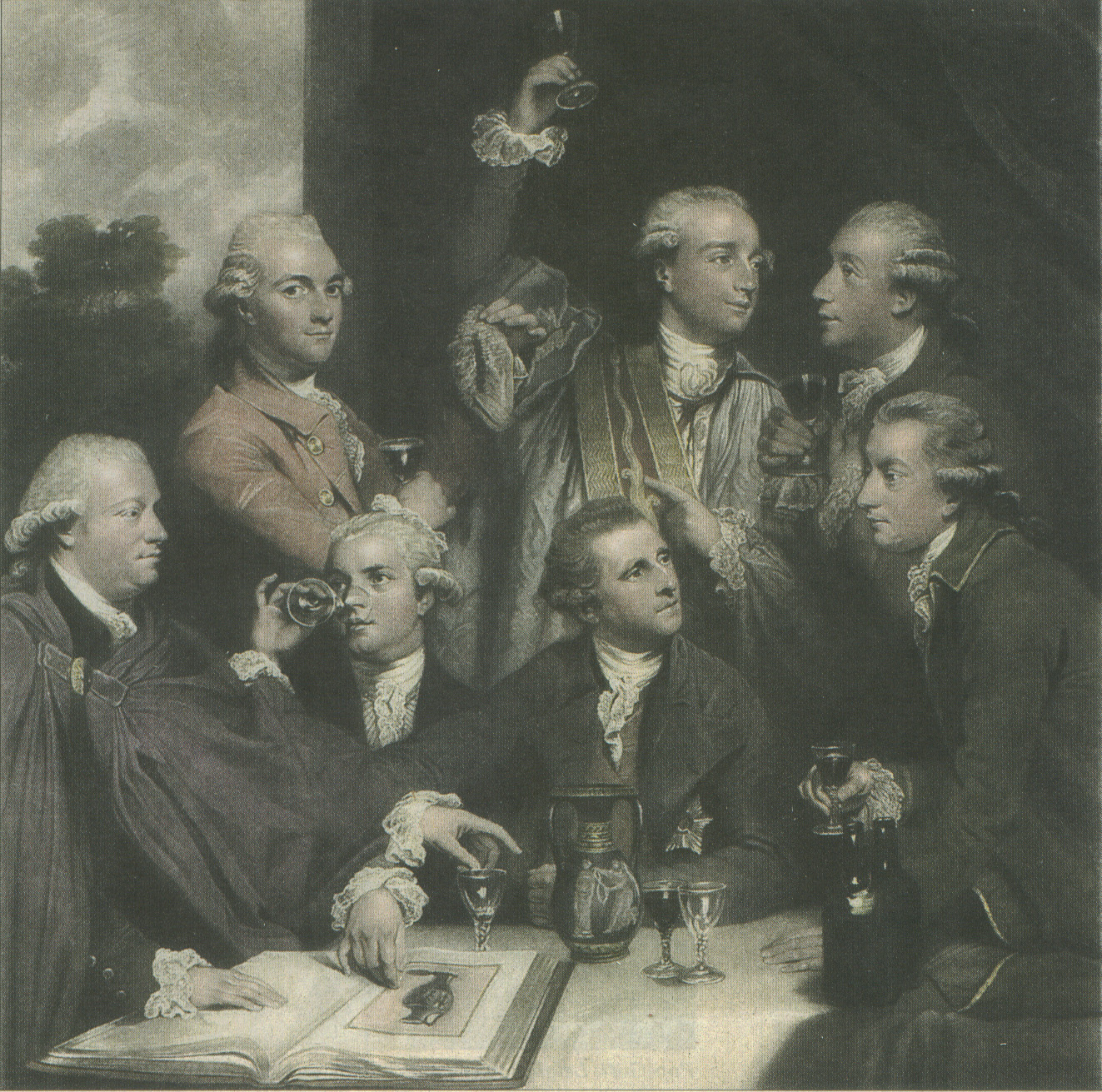
Joshua Reynolds: Porträt der Society of Dilettanti (1777/79)

### Die Nobilitierung der englischen Bildnismalerei
Im 18. Jahrhundert war in England hauptsächlich die Porträtmalerei nachgefragt, denn Adlige und reiche Geschäftsleute wollten an den Wänden ihrer Räume vor allem sich selbst in idealisierter Form repräsentiert sehen. Zudem traute man, auch wenn man andere Bildgattungen schätzte, den englischen Malern keine Historienbilder im großen Stil zu, sondern nur ausländischen Künstlern, vor allem Italienern und Franzosen. Dabei stellte seinerzeit das Historiengemälde die höchste Gattung innerhalb der Malerei dar. Diese Gattung wurde von den Sammlern jedoch überwiegend in Italien gekauft, und um die englische Malerei auf eine Stufe mit der Malerei in anderen europäischen Ländern zu stellen, galt es, die englische Historienmalerei, wie sie zu Beginn des 18. Jahrhunderts nur wenige einheimische Künstler, etwa James Thornhill, pflegten, stärker gesellschaftsfähig zu machen. Um dies zu erreichen, näherte Reynolds das Porträt der Historie an. Diese Annäherung bedeutete eine Idealisierung und Erhöhung des Porträtierten, die bei den Auftraggebern gut ankam. Reynolds entwickelt sich zum beliebtesten Porträtmaler in London.

### Präsident der Royal Academy of Arts (1768–1792)
Als 1768 die Royal Academy of Arts gegründet wurde, blieb König Georg III., der nicht unbedingt ein Anhänger Reynolds war, auf Grund von dessen Beliebtheit in der Öffentlichkeit nichts anderes übrig, als ihn zum Präsidenten zu ernennen. Und im darauffolgenden Jahr wurde Reynolds für seine Verdienste geadelt. In der Position des Akademie-Präsidenten war es für ihn leichter, sein Ziel, die Nobilitierung der englischen Malerei, zu erreichen.
1769 erhob ihn König Georg III. als Knight Bachelor in den Adelsstand.

### Historiengemälde
1773 wagte er es erstmals, ein Historiengemälde, Ugolino und seine Söhne im Hungerturm, in der Royal Academy auszustellen, um die Öffentlichkeit auch an andere Gattungen neben der Porträtmalerei heranzuführen.

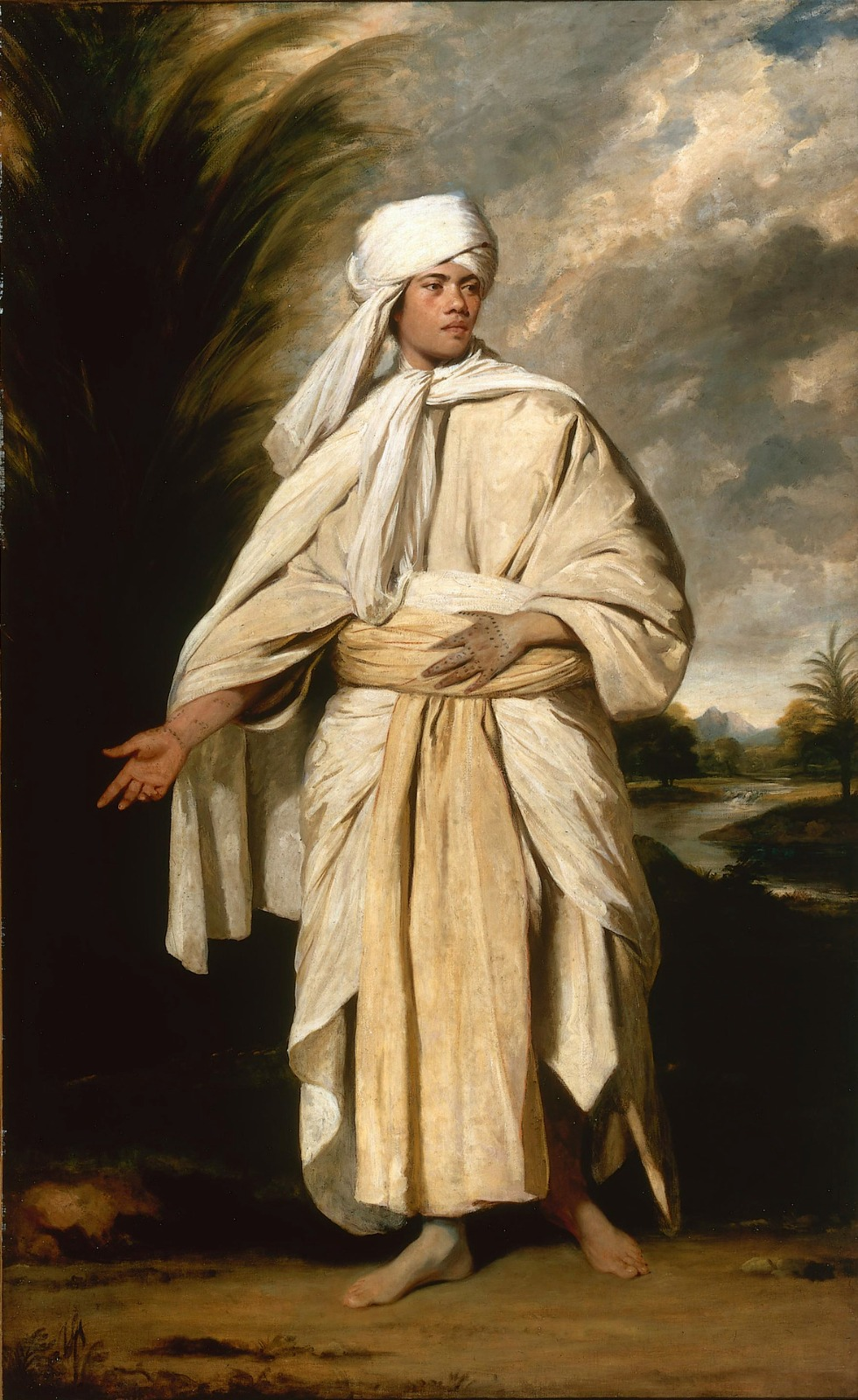
Portrait of Mai („Omai“), Öl auf Leinwand, 236 × 140 cm – National Portrait Gallery London und The Getty Museum, Kalifornien

### Das Porträt von Mai (1776)
Sir Joshua Reynolds’ spektakuläres Porträt von Mai (Omai) nimmt einen zentralen Platz in der europäischen Kunstgeschichte ein. Es zeigt den ersten Polynesier, der Großbritannien besuchte, und gilt weithin als das beste Porträt eines der größten britischen Künstler.
Mai (um 1753–1777) stammte aus Raiatea, einer Insel, die heute zu Französisch-Polynesien gehört, und reiste mit Kapitän James Cook von Tahiti nach England. Im Juli 1774 landete Mai (oder „Omai“, wie er dort genannt wurde) im englischen Spithead und war damit der erste polynesische Besucher in Großbritannien. Bei seiner Ankunft erregte Mai das Interesse und die Bewunderung der britischen Gesellschaft. Joshua Reynolds hielt Mai in einem imposanten Ganzkörperporträt fest. Reynolds stellte Mai, die sich in England britisch kleidete, barfuß und dennoch elegant vor einer idealisierten tropischen Landschaft dar. Die dynamische Pose erinnert an eine der berühmtesten Skulpturen der klassischen Antike, den Apoll von Belvedere, während der Turban und die tätowierten Hände auf Mais außereuropäische Herkunft hinweisen. Der cremefarbene Stoff von Schärpe, Turban und Gewand stellt wahrscheinlich Tapa oder Rindenstoff dar, der in Mais polynesischer Kultur traditionell von Personen mit hohem sozialen Status getragen wurde. Im April 1776 reichte Reynolds das Porträt von Mai bei der jährlichen Ausstellung der Royal Academy ein, wo es großen Anklang fand.
Mais Reise nach England hatte diplomatische Gründe. Als er noch ein Kind war, wurde seine Heimatinsel Raiatea von der Nachbarinsel Bora Bora angegriffen und sein Vater getötet. Seine Familie floh nach Tahiti, das 1767 von der britischen Marine angegriffen und von König George III. beansprucht wurde. Mai, der während der Belagerung durch Kanonenschüsse verwundet wurde, war von den Waffen der Fremden beeindruckt. Als Kapitän Cooks Gefolge einige Jahre später von den pazifischen Inseln nach England zurückkehrte, sah Mai eine strategische Chance. Er beantragte die Überfahrt nach Großbritannien auf der HMS Adventure in der Hoffnung, Waffen zu erhalten, mit denen er das Land seiner Familie von den Bora Boranern zurückfordern konnte.
Im Juni 1776, kurz nach dem Ende der Ausstellung in der Royal Academy, trat Mai die Heimreise an. Er erreichte die Pazifikinseln, starb dort 1779, ohne nach Raiatea zurückzukehren. Das Porträt von Mai, das Reynolds als sein Meisterwerk betrachtete, blieb bis zu seinem Tod 1792 im Atelier des Künstlers.
Beim Atelierverkauf des Künstlers (3. Tag, 16. April 1796) wurde das Gemälde für 100 Guineen an Michael Bryan verkauft, der es 1796 an Frederick Howard, 5. Earl of Carlisle (1748–1825) veräußerte. Bis 2001 verblieb es im Besitz der Nachkommen des Earls of Carlisle. Am 29. November 2001 wurde das Gemälde auf einer Auktion bei Sotheby’s in London an den Kunsthändler Guy Morrison verkauft, vermutlich im Auftrag des irischen Geschäftsmannes John Magnier (* 1948), der bereits 2002 versucht, das Gemälde aus England zu exportieren, dem jedoch die Ausfuhrgenehmigung verweigert wurde. Schließlich wurde das Gemälde 2023 gemeinsam von der National Portrait Gallery in London und dem Getty Museum Trust in Kalifornien für 50 Millionen Pfund Sterling erworben. Die beiden Institutionen werden das Werk gemeinsam für öffentliche Ausstellungen, Forschung und Konservierung nutzen.
Das Gemälde wurde zuerst in der National Portrait Gallery in London anlässlich ihrer Wiedereröffnung (nach Renovierung) gezeigt, bevor es in anderen Institutionen im Vereinigten Königreich ausgestellt wird. Danach wird es dann regelmäßig zwischen den beiden Ländern hin- und herreisen und während der Olympischen Spiele 2028 in Los Angeles im Getty Museum zu sehen sein.

### DieDiscourses on Art
Auch seine jährlich gehaltenen Diskurse bei der Preisverleihung der Royal Academy dienten der Erhöhung der englischen Kunst. Zum einen versuchte er der englischen Malerei mit Hilfe der Doktrin „ut pictura poesis“, die die Malerei mit der Dichtkunst vergleicht, eine Tradition zu verschaffen, zum anderen propagierte er die Historienmalerei und den „Grand Style“, der seiner Meinung nach der einzig angemessene Stil für diese Bildgattung darstellte. Somit beeinflusste er durch seine ausgestellten Werke und seine Diskurse den Geschmack der Sammler und die Kunstproduktion.

### Die letzten Jahre
1781 unternahm er eine Reise nach Flandern und Holland, die ihn auch in einige deutsche Städte, wie Aachen, Köln oder Düsseldorf, führte. Hier wurde er von der Kunst von Peter Paul Rubens stark beeinflusst. Er war begeistert von dessen Farbauftrag und der Darstellung seiner Themen. In Reynolds Werken ist nun ein stärker malerischer Stil zu bemerken, und die Darstellung in seinen Gemälden wird lebendiger und dramatischer.
1784 wurde Reynolds zum Hofmaler des Königs ernannt. 1789 erblindete er und musste die Malerei aufgeben.
Seine Ruhestätte befindet sich in der St. Paul’s Cathedral in London.

## Werke (Auswahl)
- Der junge Crewe als Heinrich VIII., 1776, Leinwand, 51 × 110 cm. London, Slg. Marquess of Crewe.
- Dr. John Mudge, 1752, Leinwand, 80 × 62 cm.
- Edward Holden Cruttendens Kinder, 1763, Leinwand, 174 × 170 cm. New York, Slg. M. Field.
- Elizabeth Gunning, Duchess of Hamilton and Argyll, 1758–1760, Leinwand, 234 × 145 cm. Port Sunlight (Cheshire), Lady Lever Art Gallery.
- Garrick zwischen Tragödie und Komödie, 1760–1761, Leinwand, 172 × 181 cm. Rushbrooke, Slg. Lord Rothschild.
- Georgiana Duchess of Devonshire und ihre Tochter Georgiana, 1786, Leinwand, 44 × 141 cm. London, Slg. Duke of Devonshire.
- Jeremiah Meyers Tochter Mary als Hebe, 1772, Leinwand, 129 × 99 cm. London, Slg. A. de Rothschild.
- Lady Anne Lennox, Countess of Albermarle, 1757–1759, Leinwand, 126×101 cm. London, National Gallery.
- Lady Elizabeth Keppel, 1757–1759, Leinwand, 72 × 61 cm. London, Slg. A. de Rothschild.
- Lady Sarah Bunbury opfert den drei Grazien, 1765

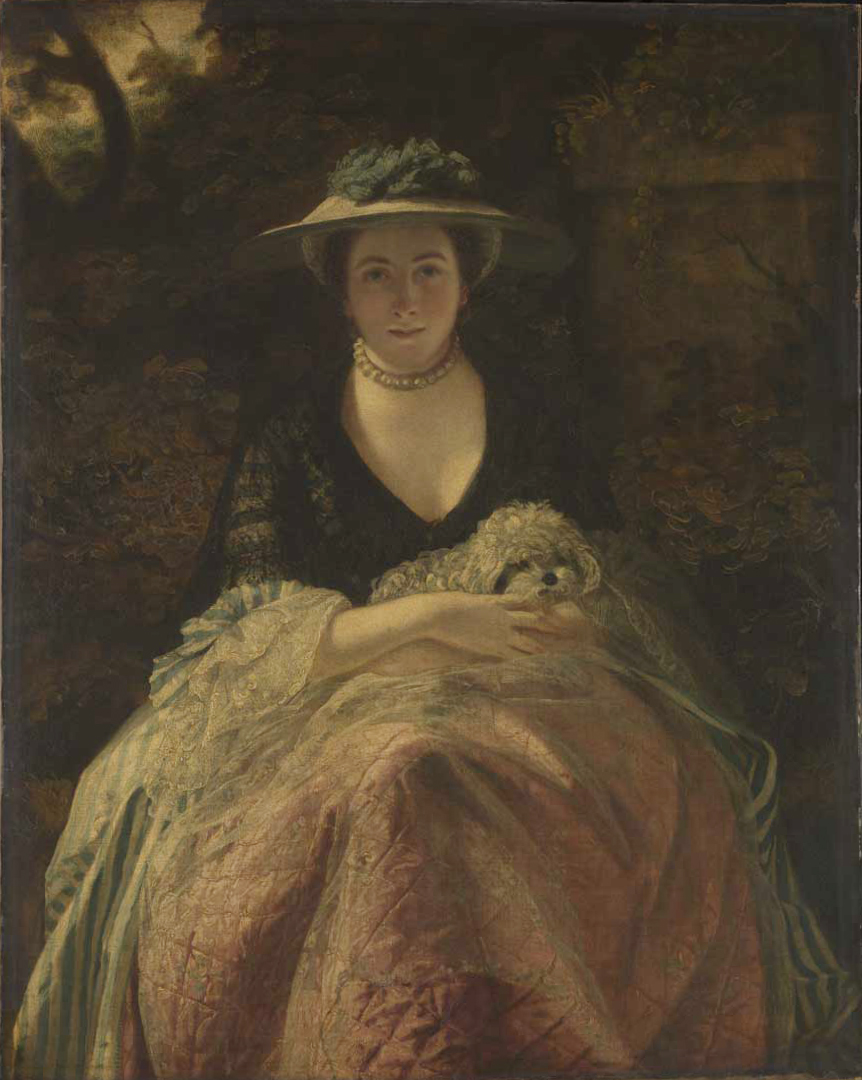
Portrait of Nelly O'Brien, 1762
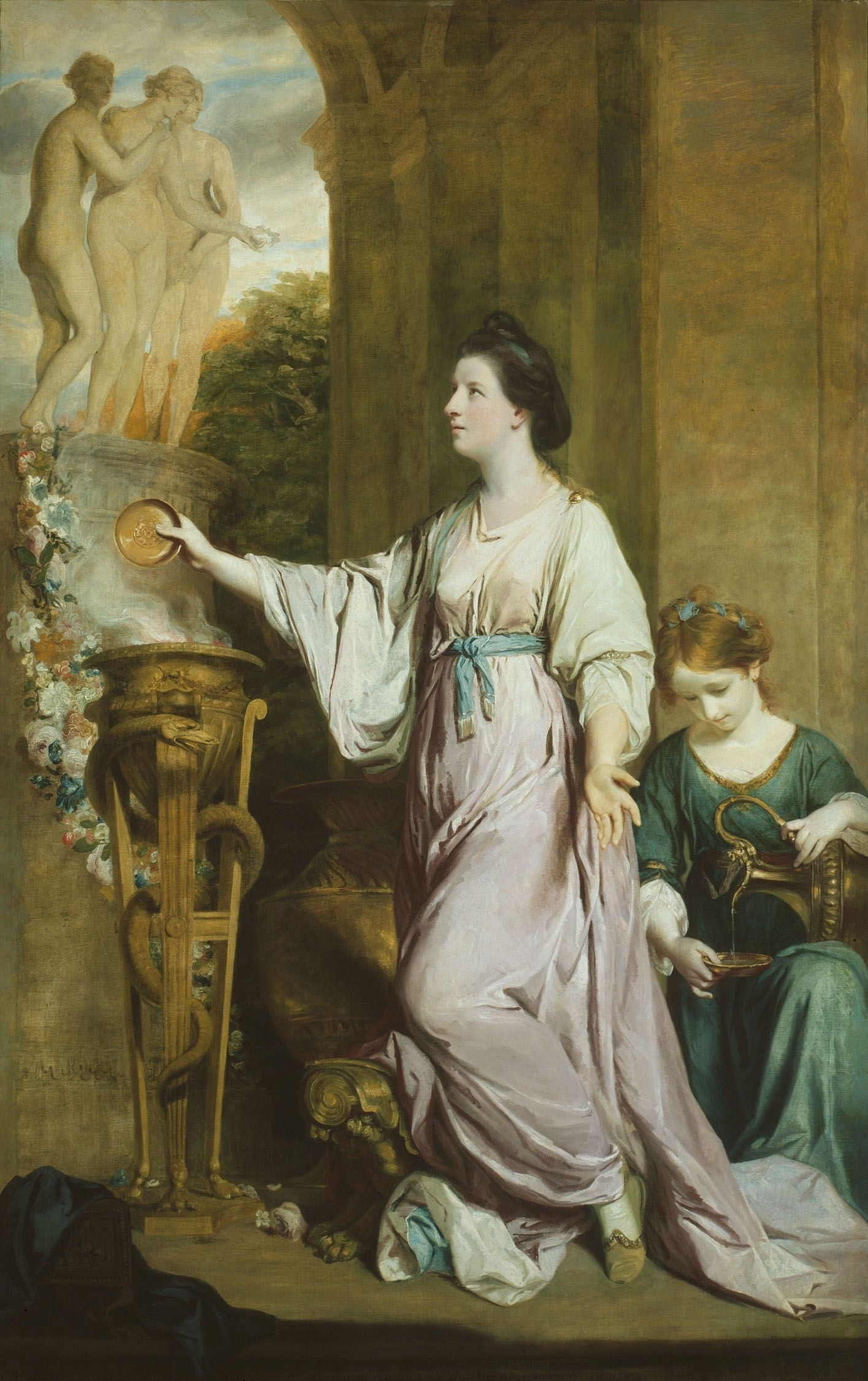
Lady Sarah Bunbury Sacrificing to the Graces, 1765
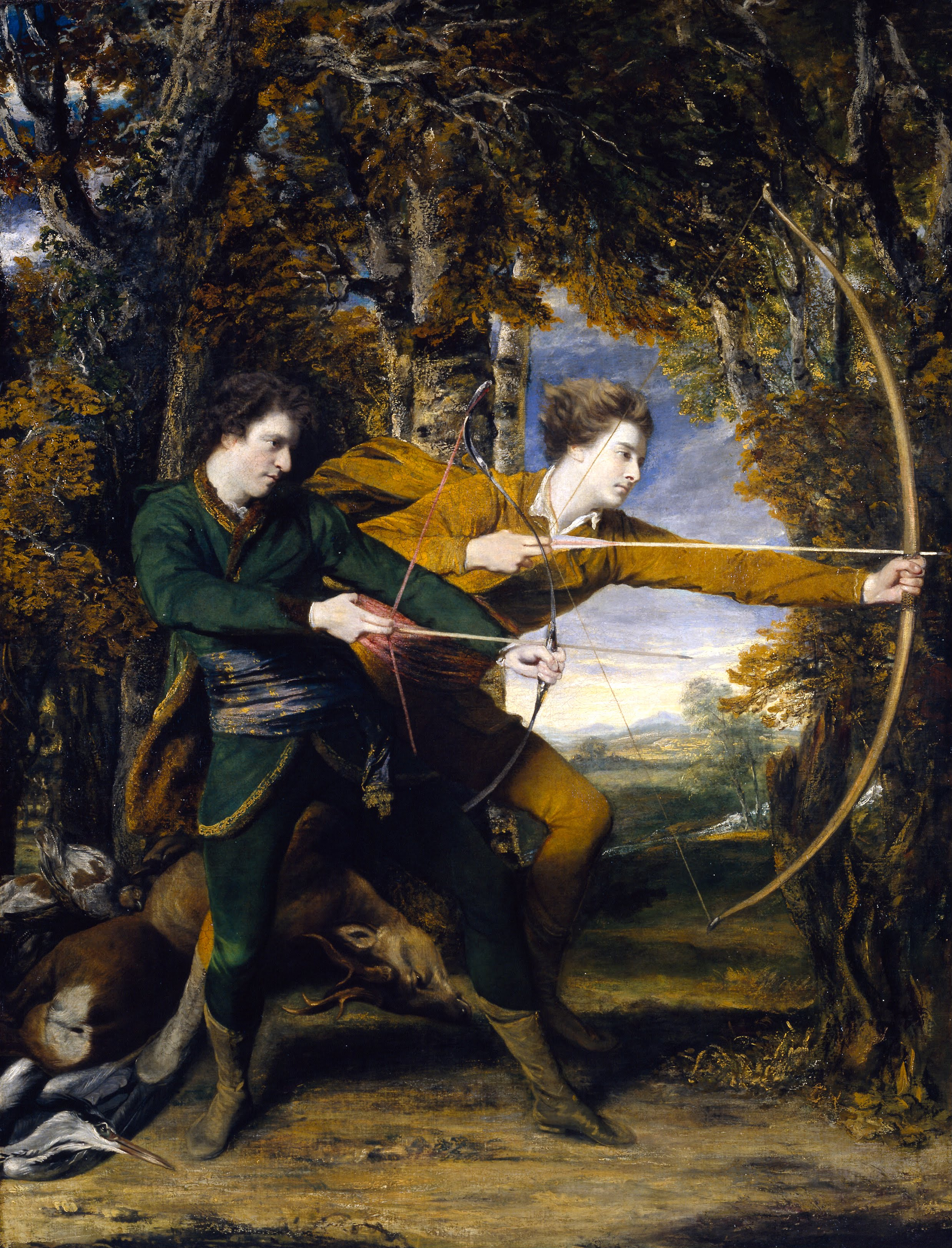
Colonel Acland and Lord Sydney: The Archers, 1769
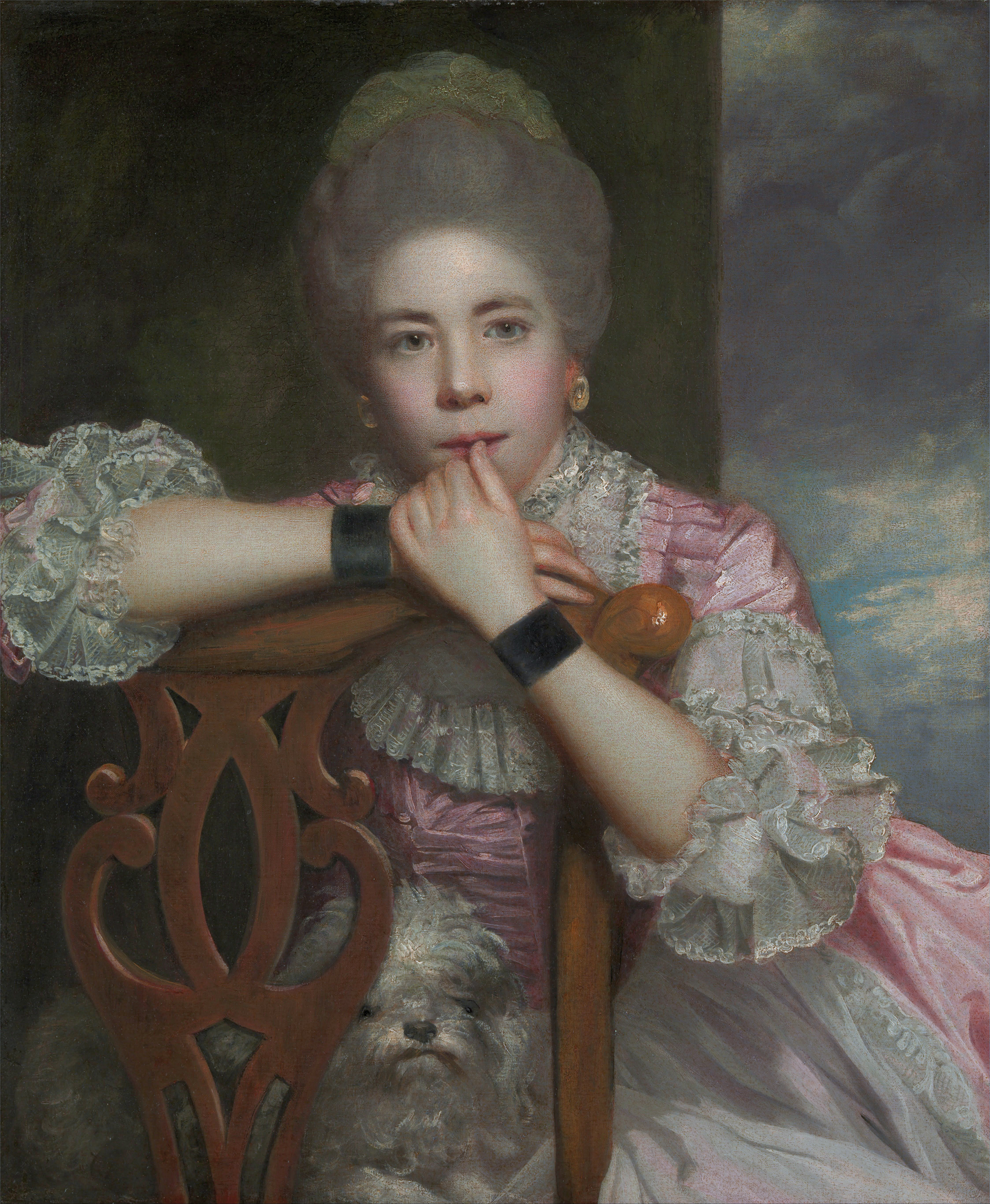
Mrs. Abington as Miss Prue, 1771
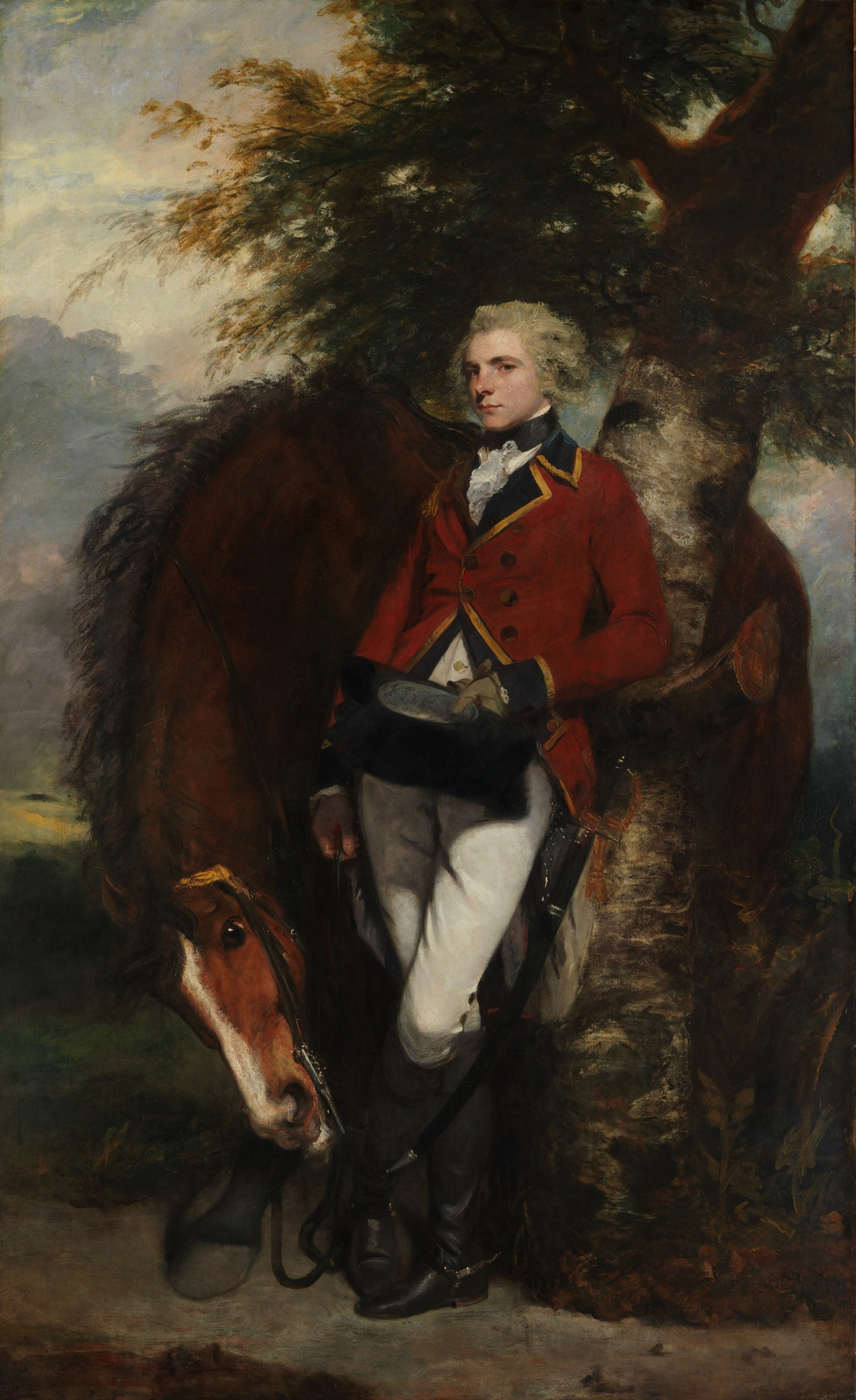
Porträt des Colonel George K. H. Coussmaker vom Regiment der Garde-Grenadiere, 1770–1780
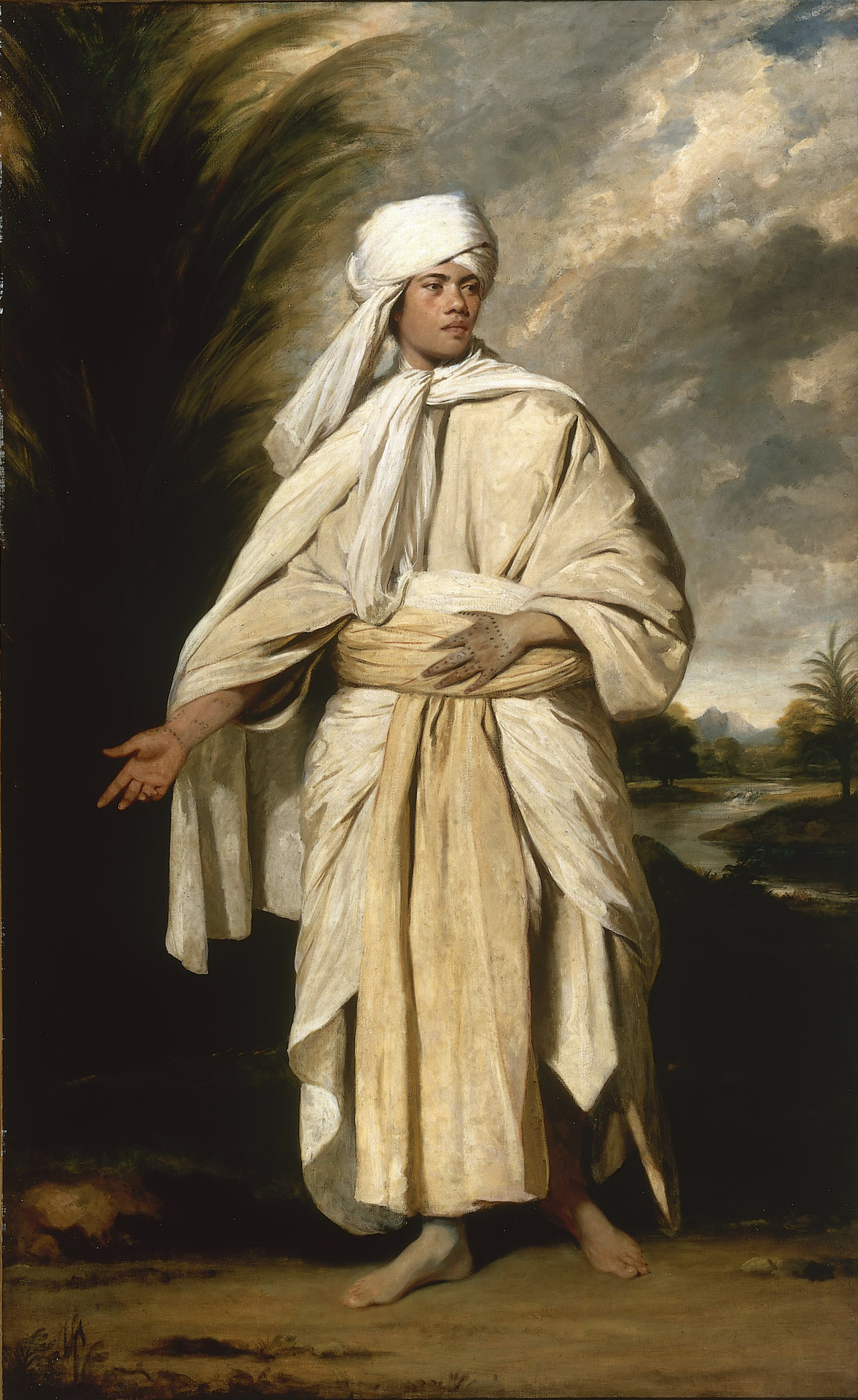
Portrait of Mai, 1776
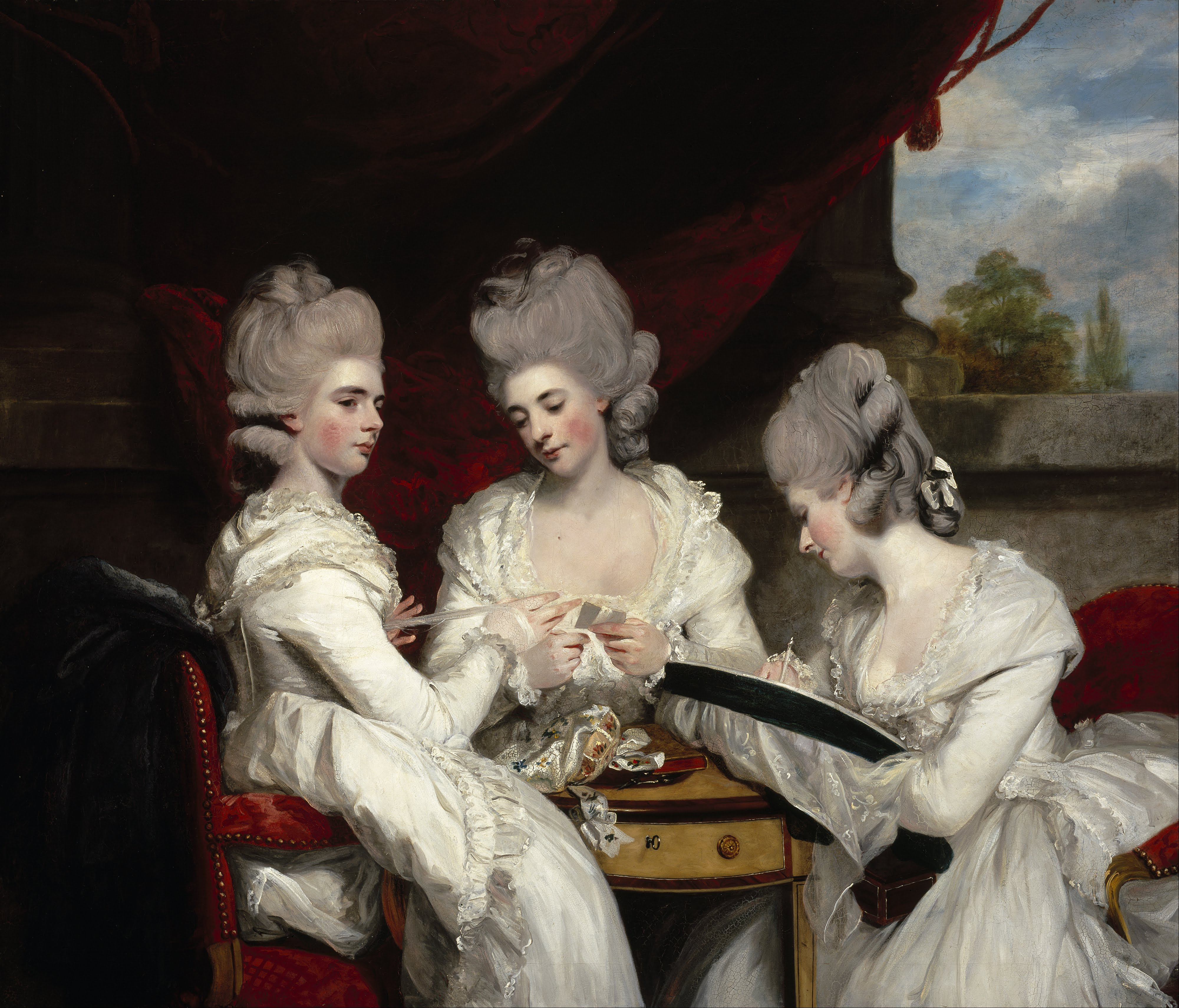
Die Schwestern Waldegrave, 1770–1780
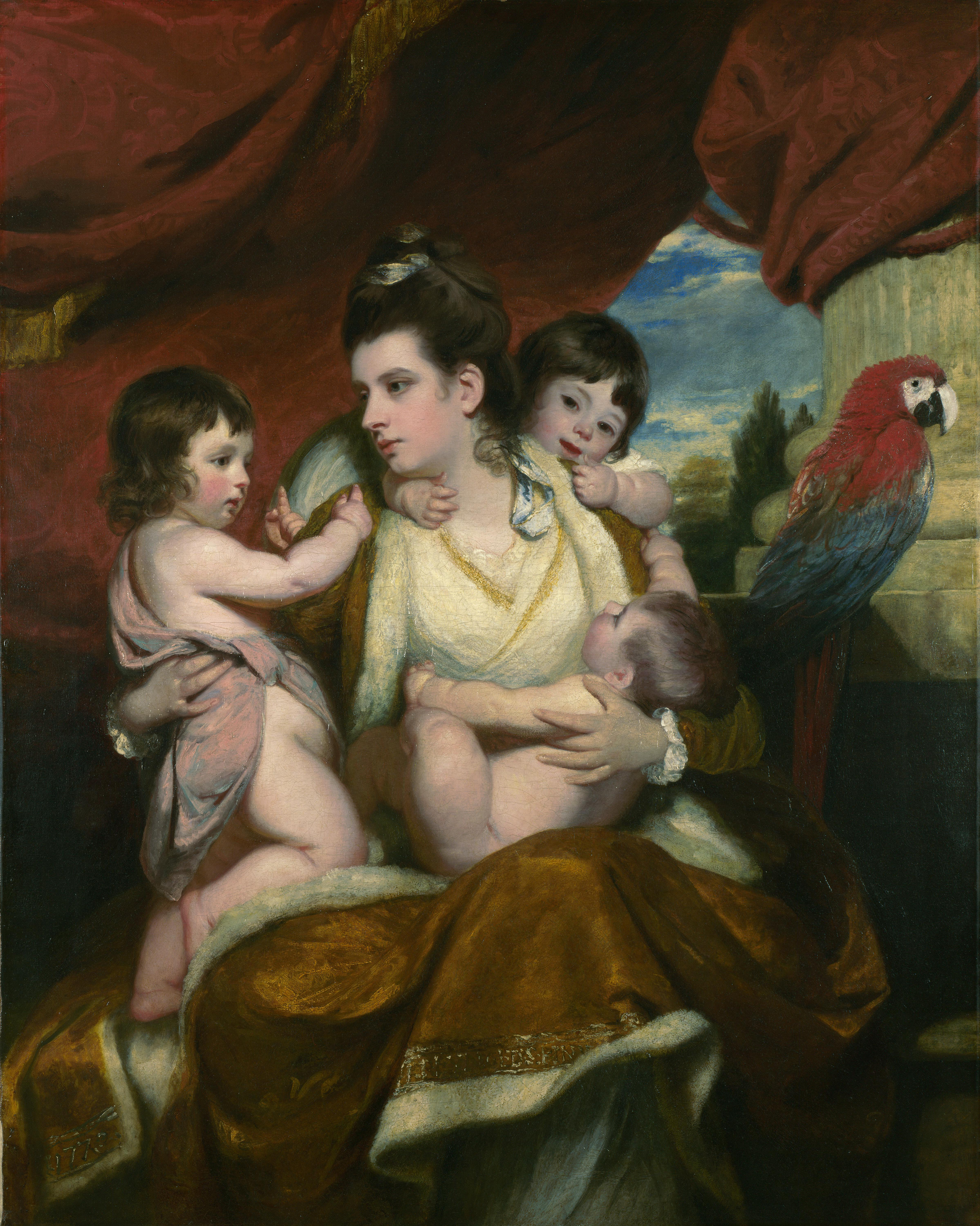
Porträt der Lady Cockburn und ihrer drei ältesten Söhne, 1773
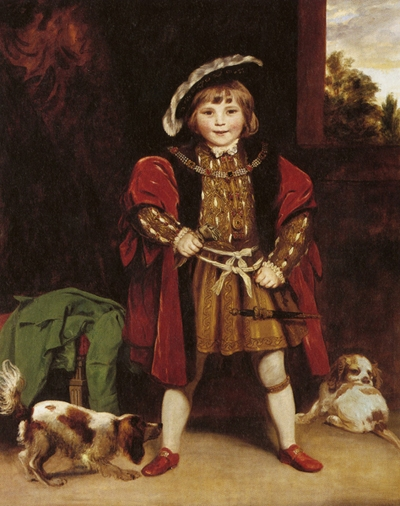
Master Crewe as Henry VIII, 1775
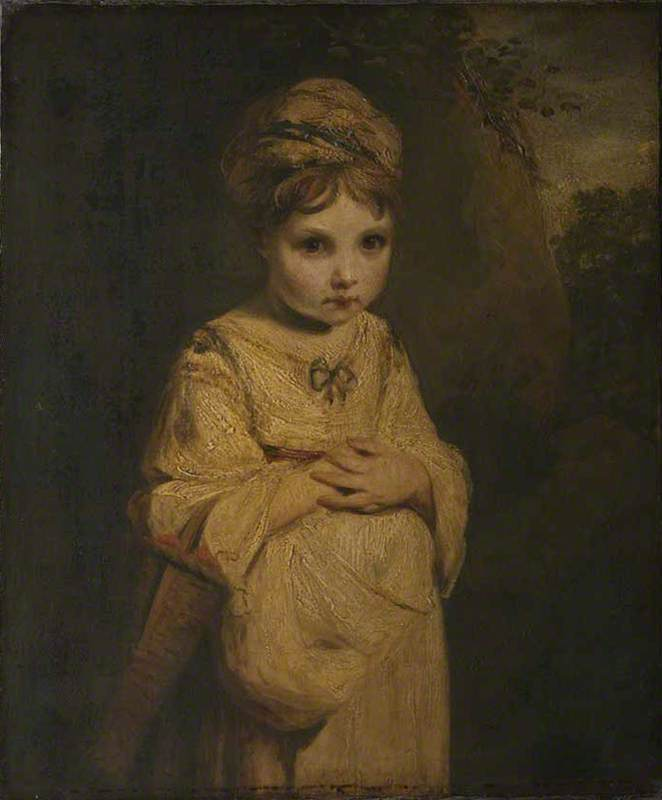
The Strawberry Girl, 1773–1777
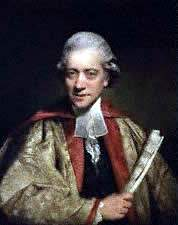
Charles Burney, 1781
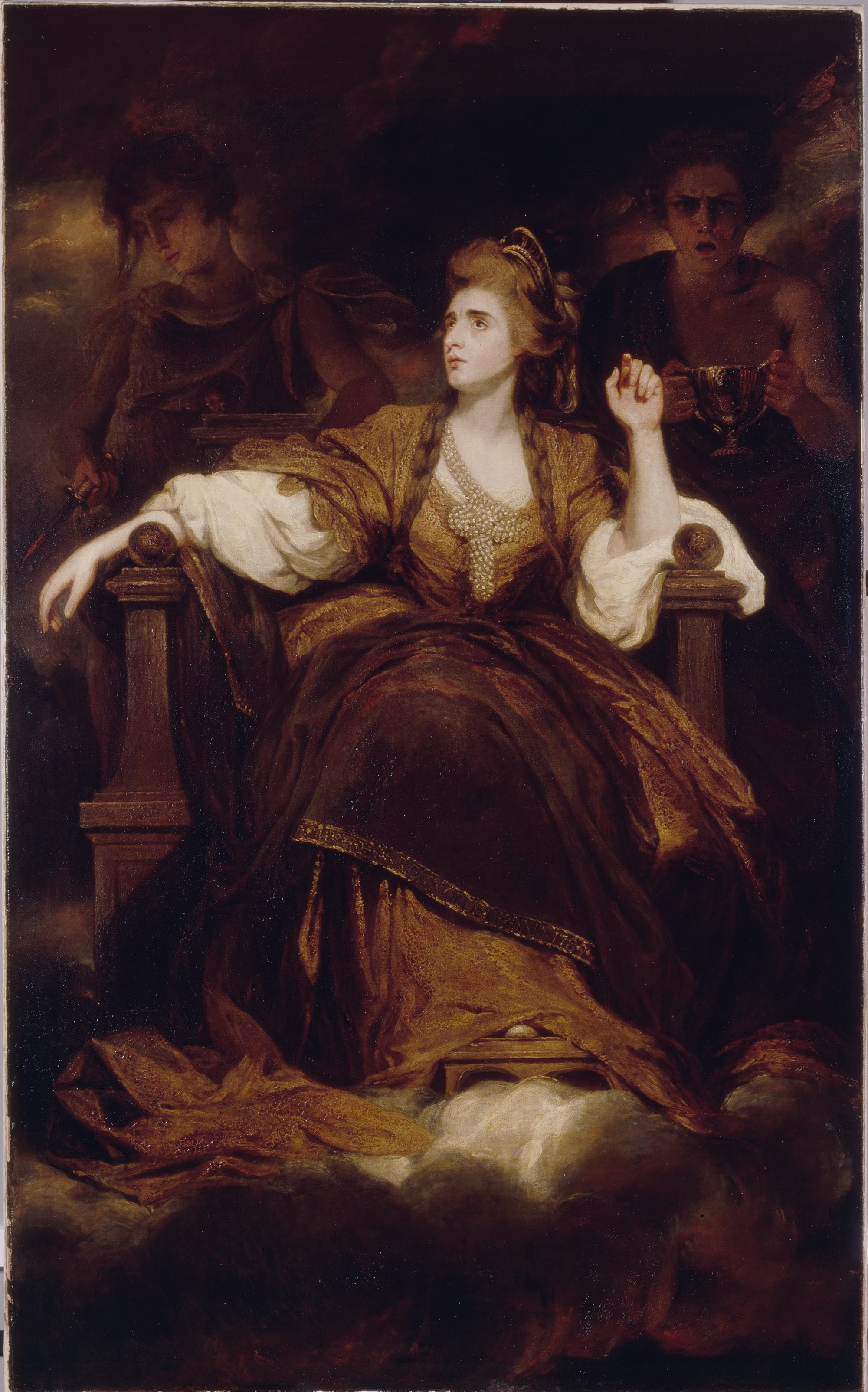
Mrs. Siddons as the Tragic Muse, 1784
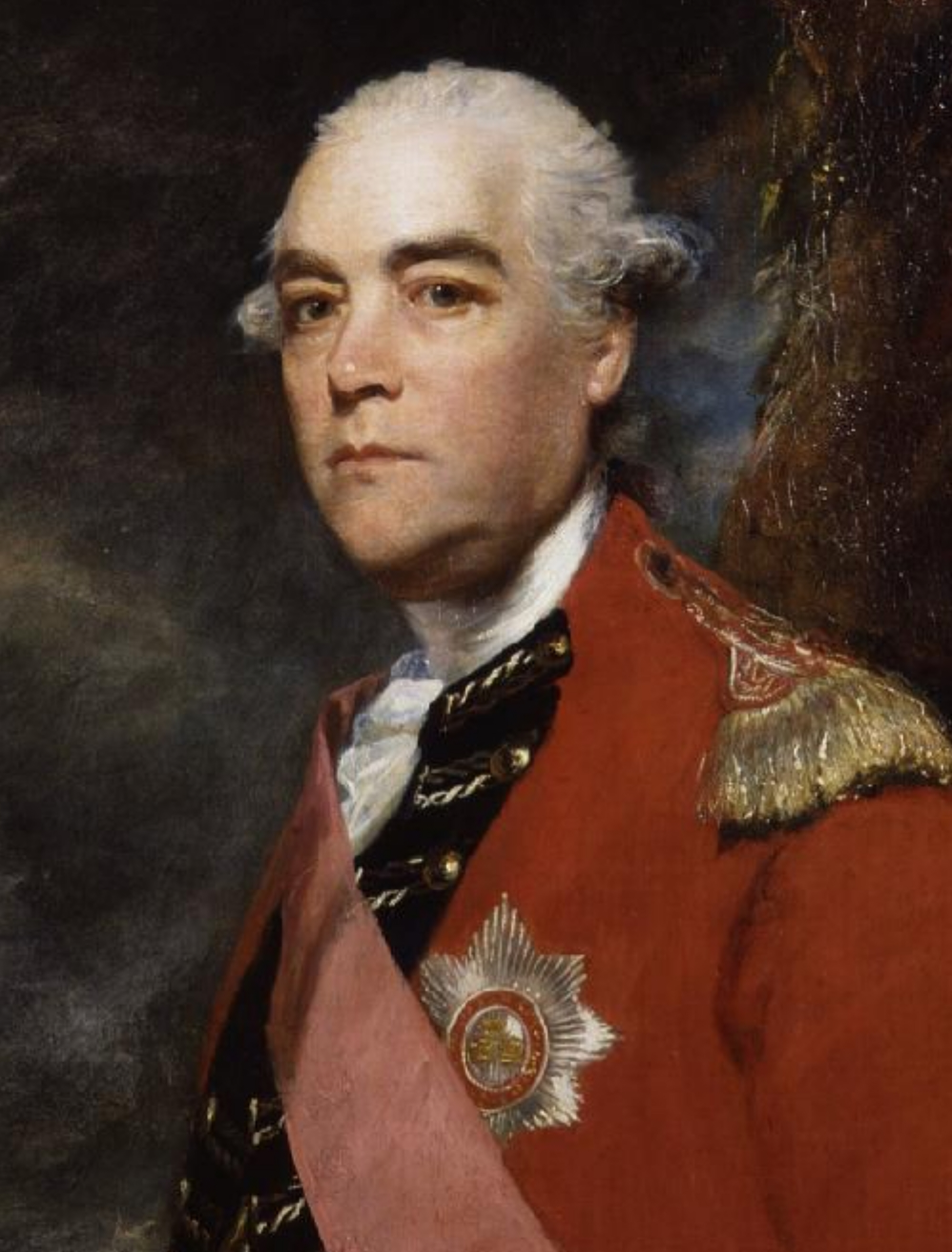
William Fawcett, 1785
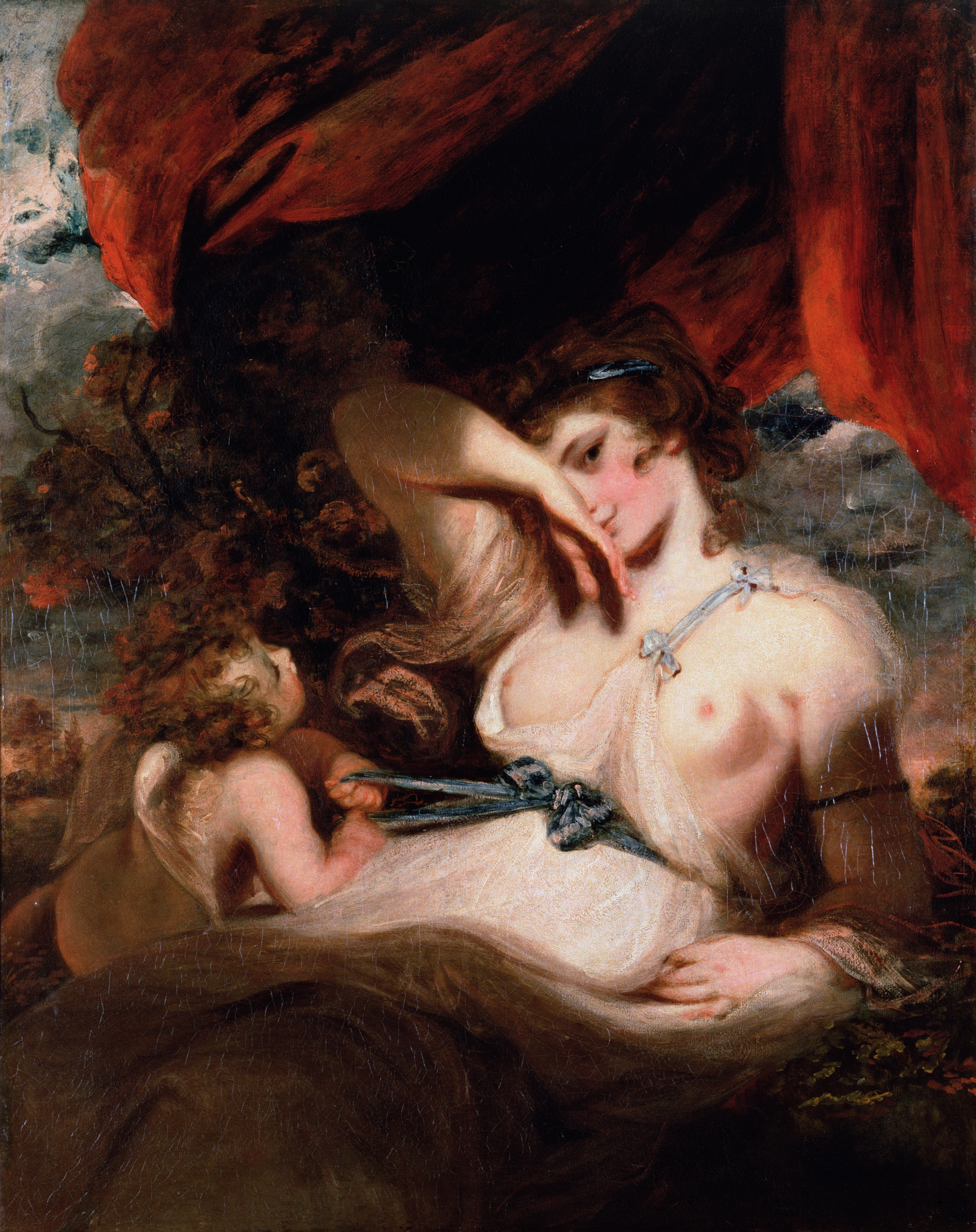
Venus und Amor, 1788
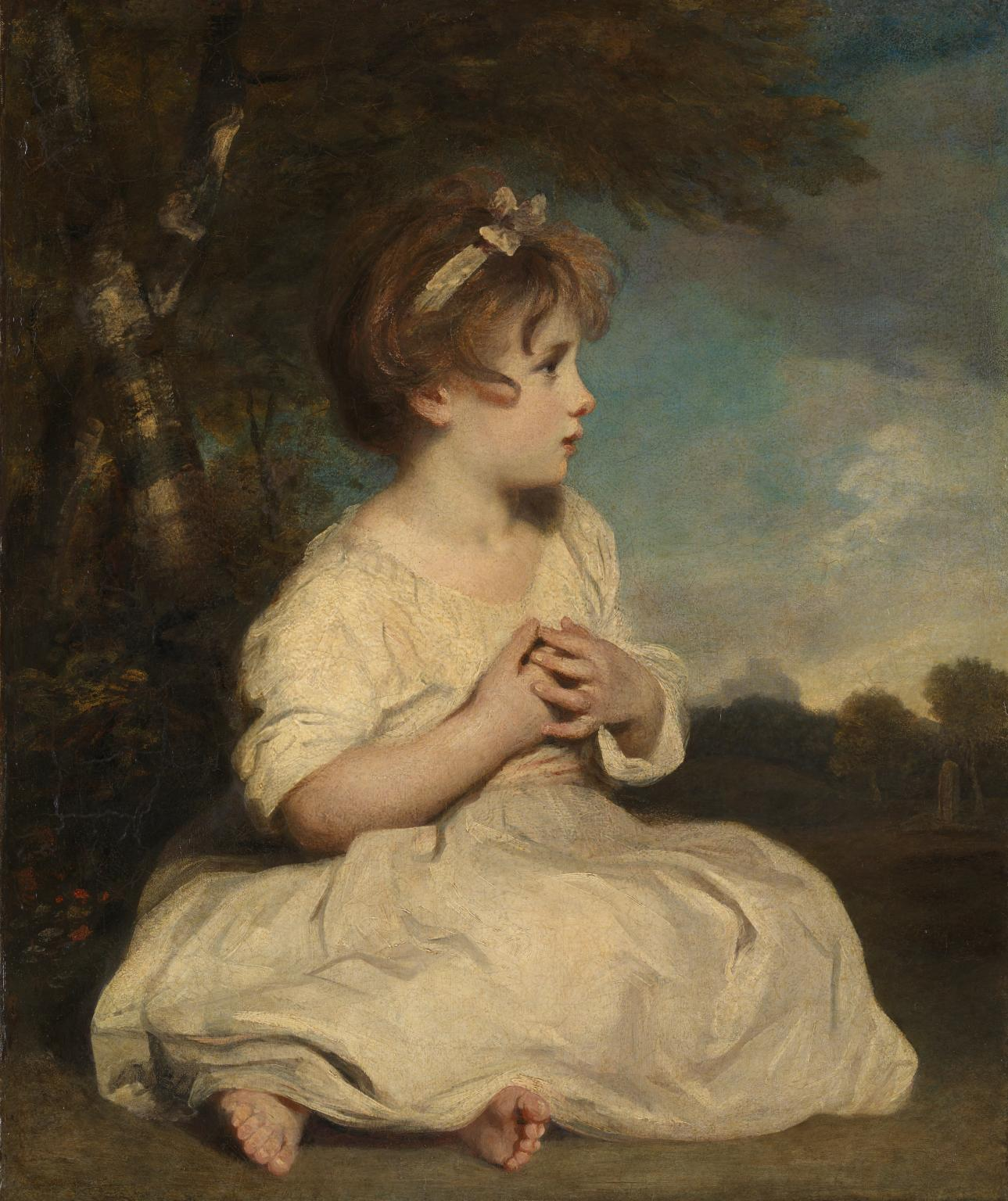
The Age of Innocence, 1788

## The Reynolds Research Project
2010 startete die Wallace Collection das The Reynolds Research Project. Mit Unterstützung des Paul Mellon Centre for Studies in British Art und in Partnerschaft mit der National Gallery (London) sowie in Zusammenarbeit mit dem Yale Center for British Art wurden die Porträts des Museums konserviert, um ihre visuelle Wertschätzung für künftige Generationen zu verbessern und die Art und Weise, wie sie gemalt wurden, zu untersuchen.
Die Wallace Collection besitzt eine außergewöhnliche Gruppe von Werken des Künstlers, die von Mitgliedern der Familie Seymour-Conway, den Gründern der Sammlung des Museums, in Auftrag gegeben und gesammelt wurden.
12 Gemälde zeigen das Talent und die kreative Bandbreite des Künstlers, von Porträts weltlicher Persönlichkeiten bis hin zu einer Darstellung des Heiligen Johannes des Täufers als Kind in der Wildnis. Reynolds ist seit langem als Künstler bekannt, der mit Materialien und Techniken experimentierte. Aus diesem Grund haben Generationen von Restauratoren bei der Konservierung seiner Gemälde Zurückhaltung geübt.
Ziel einer Ausstellung und des begleitenden Katalogs Joshua Reynolds: Experiments in Paint (2015) war es, die im Rahmen des Projekts gemachten Entdeckungen mit anderen zu teilen und Reynolds’ komplexen und experimentellen Umgang mit Malmaterialien im Laufe seiner langen Karriere aufzuzeigen. Eine Reihe thematischer Gruppierungen von Werken aus der Sammlung mit temporären Leihgaben ermöglichte es den Kuratoren, die Entwicklung von Reynolds’ Gemälden sowohl aus technischer als auch aus kunsthistorischer Sicht zu untersuchen.
Das Projekt untersuchte nicht nur seine Experimente mit Materialien, sondern zeigte auch die innovative Art und Weise, in der Reynolds mit seinen Auftraggebern zusammenarbeitete, mit den Konventionen von Genre, Komposition und Pose spielte, sich mit den Werken anderer Künstler auseinandersetzte und die Einreichung und Präsentation seiner Werke auf Ausstellungen organisierte. Auch die Auftragsvergabe und das Sammeln von Reynolds’ Werken, insbesondere im Zusammenhang mit den Gründern der Wallace Collection (der Familie Seymour-Conway), wurden untersucht.

## Wertung

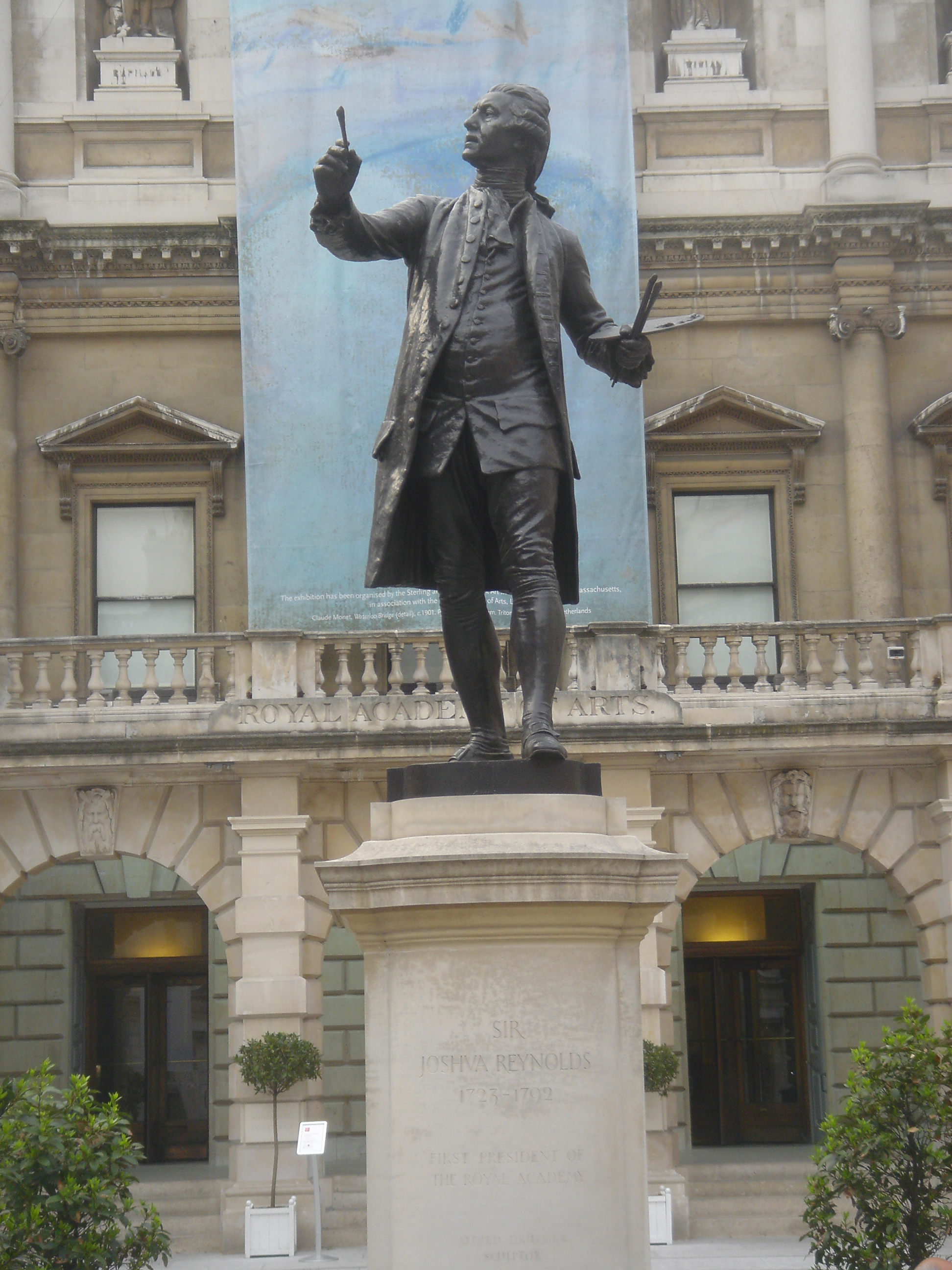
Statue Joshua Reynolds’ im Hof der Royal Academy of Arts, London

Reynolds ist es gelungen, der englischen Malerei eine Tradition zu verschaffen und die brachliegende einheimische Historienmalerei zu erneuern und bei einem breiten Publikum hoffähig zu machen. Mit seinen akademischen Diskursen stellte er für lange Zeit die alleinige Autorität innerhalb der englischen Kunsttheorie dar.
Reynolds hat sich besonders als Bildnismaler ausgezeichnet. In dem feinen Gefühl für Formen und in dem kräftigen Vortrag übertraf er alle früheren englischen Maler, und auch in der Farbgebung erreichte er eine seltene Frische. Doch fehlte ihm Originalität. Als Eklektiker suchte er die Vorzüge von Tizian, Rubens, Rembrandt und Correggio zu vereinigen, geriet dabei aber in koloristische Experimente, die viele seiner Bilder verdorben haben. Besonders gut gelang ihm die Darstellung der Jugendfrische und des naiven Wesens der Kinder. Aus heutiger Sicht weniger gelungen sind die Ausführungen seiner Historienbilder, lassen diese doch die Leichtigkeit der Komposition und die Wahrhaftigkeit der Darstellung vermissen. Eines seiner besten Gemälde ist der Tod des Kardinals Beaufort und von größter Anmut sein Liebesgott, der Schönheit den Gürtel lösend. Seine von ihm als Präsident der Malerakademie gehaltenen „Discourses“ (London 1778 und später immer wieder neu aufgelegt; deutsch zuerst Dresden 1781) zeichnen sich durch die Eleganz des Stils und die Reichhaltigkeit des philosophischen und ästhetischen Gedankenguts aus.